# Anthrax argentatus
Anthrax argentatus är en tvåvingeart som först beskrevs av Cole 1919.  Anthrax argentatus ingår i släktet Anthrax och familjen svävflugor. Inga underarter finns listade i Catalogue of Life.